# Valparaíso (Chile)
Valparaíso Chile legnagyobb kikötő- és kereskedővárosa.

## Fekvése
A Csendes-óceán partján fekszik, csakis észak felé nyílt, egyebütt a szelek ellen védett kikötő és vasút mellett.

## Éghajlata
| Hónap | Jan. | Feb. | Már. | Ápr. | Máj. | Jún. | Júl. | Aug. | Szep. | Okt. | Nov. | Dec. | Év   |
| --- | ---- | ---- | ---- | ---- | ---- | ---- | ---- | ---- | ----- | ---- | ---- | ---- | ---- |
| Rekord max. hőmérséklet (°C) | 29,8 | 31,2 | 28,2 | 25,6 | 27,4 | 24,0 | 28,4 | 26,4 | 28,6  | 30,5 | 30,2 | 28,6 | 31,2 |
| Átlagos max. hőmérséklet (°C) | 21,9 | 22,2 | 21,9 | 19,8 | 18,5 | 17,1 | 16,3 | 17,3 | 17,3  | 19,0 | 20,0 | 21,5 | 19,4 |
| Átlagos min. hőmérséklet (°C) | 13,6 | 13,9 | 12,6 | 10,7 | 9,9  | 8,6  | 8,1  | 8,4  | 9,7   | 9,5  | 11,0 | 12,3 | 10,7 |
| Rekord min. hőmérséklet (°C) | 9,8  | 5,6  | 6,8  | 2,7  | 3,6  | 2,0  | 3,4  | 3,2  | 1,9   | 4,6  | 1,6  | 7,8  | 1,6  |
| Átl. csapadékmennyiség (mm) | 0    | 1    | 3    | 15   | 66   | 106  | 67   | 61   | 25    | 13   | 4    | 3    | 363  |
| Havi napsütéses órák száma | 279  | 246  | 217  | 174  | 115  | 81   | 93   | 118  | 147   | 171  | 216  | 264  | 2119 |
| Forrás: Dirección Meteorológica de Chile (humidity 1931–1960); Climate & Temperature (sunshine hours), NOAA (precipitation days 1991–2020) |      |      |      |      |      |      |      |      |       |      |      |      |      |

## Népessége
| 2002 | 263 499 |
| 2017 | 296 655 |

## Történelme
Valparaísót Pedro de Valdivia már 1544-ben megtette Santiago de Chile kikötőjének, de még 1820-ban sem volt 6000-nél több lakosa. Csak akkor virágzott fel, amikor kikötőjét az idegen hajóknak is megnyitották.